# Carlos Portell
Carlos Portell (Lomas de Zamora, 15 de septiembre de 1946 - Lomas de Zamora, 24 de marzo de 2024), fue un dirigente del fútbol argentino y presidente del Club Atlético Banfield (1998- 2012). Bajo su gestión se realizaron grandes éxitos dirigenciales económicos y futbolísticos, no obstante también generó innumerables polémicas en la parcialidad banfileña.
Obtuvo el primer campeonato de primera división en el año 2009 con Julio Falcioni como entrenador. Al finalizar su mandato dejó el club en la Primera B Nacional.

## Llegada a la presidencia de Banfield
Luego de la gestión de Atilio Pettinati y con la venia de Eduardo Duhalde -por entonces gobernador de Buenos Aires e influyente hincha de Banfield-, el empresario -era propietario de un negocio de artículos deportivos- tomó las riendas del club sureño luego de las elecciones que se celebraron en agosto de 1998. Se impuso por 841 votos contra los 601 que recibió Horacio Sola, hijo de Florencio, histórico directivo de la entidad que le dio su nombre al estadio ubicado en Peña y Arenales.
En esta primera parte de su mandato se logró una estabilidad económica, tras haber tomado al club en una situación crítica en términos financieros, con problemas y amenazas constantes de cortes de los servicios.
“Banfield debe nueve millones y medio de dólares. Y como tenía pedidos de quiebra, entrar en concurso de acreedores es la única salida posible. No es jugar con fuego, como dijeron algunos”, supo exteriorizar el propio Portell, en declaraciones brindadas al diario deportivo Olé, en enero de 1999.
Sus dos primeros años de gestión fueron impecables: se caracterizaron por la cautela y la moderación a la hora de administrar el presupuesto del fútbol profesional. Así diagramó el ascenso a la máxima categoría del fútbol argentino en el año 2001 y en consecuencia también su primer título en la primera división, en el torneo Apertura de 2009.

## Reelección 2005
Luego de ser reelegido en 2005, cabe destacar, año de grandes éxitos para el club, en octubre de 2008 gana las elecciones otra vez por 24 votos frente a la oposición del oficialismo, liderada por Eduardo Spinosa con la Agrupación Banfileña.
Fue la cabeza de las últimas grandes refacciones que se llevaron a cabo en el estadio Florencio Sola, en el Campo de Deportes Alfredo Palacios, en el microestadio 110 Años y el Instituto Club Atlético Banfield. Además, llevó adelante la construcción de la platea que actualmente lleva el nombre de José Luis “Garrafa” Sánchez, uno de los máximos ídolos futbolísticos.

## Elecciones 2011
Carlos Portell se postuló nuevamente en octubre de 2011 al cargo presidencial donde fue reelecto en unos comicios polémicos en el cual se le atribuyó haber ingresado durante el año 2010 a 3000 socios truchos que no eran hinchas de la institución con el fin de derrotar a la agrupación opositora Unión Banfileña.
Venció en las cuestionadas elecciones con el 85% de los votos frente al 15% de la Unión Banfileña que decidió no presentarse a las elecciones no obstante se llevaron a cabo los comicios.
Por otro lado, ejerció diversos cargos (el principal, como tesorero) en el Comité Ejecutivo de la Asociación del Fútbol Argentino bajo la tutela de Julio Grondona.

## Renuncia a la presidencia
El 26 de junio de 2012 presentó su renuncia indeclinable a la presidencia del Club Atlético Banfield, dejando a la institución en la Segunda División.
Falleció el 24 de marzo de 2024 a la edad de 77 años, víctima de cáncer.